# 諾伍德 (阿肯色州)
諾伍德（英語：Norwood）是位於美國阿肯色州本頓縣的一個非建制地區。該地的面積和人口皆未知。

## 地理
諾伍德的座標為36°07′07″N 94°27′41″W / 36.11861°N 94.46139°W，而該地的平均海拔高度為355米（即1165英尺）。